# Danielle Doyer
Danielle Doyer, née le 17 décembre 1951 à Mont-Joli, est une femme politique canadienne active au Québec. Ancienne députée péquiste de la circonscription de Matapédia à l'Assemblée nationale du Québec, elle est, de novembre 2013 à novembre 2017, mairesse de Mont-Joli. 

## Biographie
Danielle Doyer a fait ses études à l'Université du Québec à Rimouski. Elle a complété un baccalauréat en sociologie et une maîtrise en développement régional. Elle est copropriétaire et collaboratrice au sein d'une coopérative agricole durant plus d'un dizaine d'années, de 1972 à 1984. Doyer a aussi enseigné au Cégep de la Gaspésie et des Îles, au Cégep de Rimouski et au Centre d'études collégiales de Carleton. 
Elle est agente de recherche en sociologie au Centre des services sociaux du Bas-du-Fleuve et sociologue à Centraide Bas-Saint-Laurent en 1986, puis agente de recherche au Conseil de la santé et des services sociaux de la région 01 en 1987. 

## Vie politique
Danielle Doyer a commencé à s'impliquer au Parti québécois durant les années 1980 en étant notamment présidente de son association de circonscription. Elle s'est présentée aux élections de 1989 dans la circonscription de Gaspé, mais s'est fait battre par le libéral André Beaudin.
Elle a été élue avec succès à cinq reprises dans la circonscription de Matapédia de 1994 à 2012. Durant ses mandats, elle a occupé plusieurs fonctions d'adjointe parlementaire (lorsque son parti était au gouvernement) et quelques postes de porte-parole par la suite. Elle a notamment été déléguée régionale du Bas-Saint-Laurent et adjointe parlementaire au premier ministre d'avril 1995 à janvier 1996. Elle est adjointe parlementaire au ministre responsable de la région du Bas-Saint-Laurent et de la région de la Gaspésie-Îles-de-la-Madeleine, ainsi que secrétaire régionale pour la région du Bas-Saint-Laurent de janvier 1996 à octobre 1998, puis adjointe parlementaire au ministre des Régions de janvier 1999 à mars 2001. Danielle Doyer est vice-présidente de deux commissions, soit de la Commission de l'aménagement du territoire de mars 2001 à mars 2003 et de la Commission de l'agriculture, des pêcheries et de l'alimentation du 15 janvier au 25 août 2009. Elle est présidente de la Commission des transports et de l'environnement d'août 2009 à août 2012. Elle ne s'est pas représentée en 2012.
Le fonds d'archives de Danielle Doyer est conservé à l'Assemblée nationale du Québec (P9).

## Distinctions et prix
Lauréate du prix Emma-Bourget, personnalité féminine de l'année 1990 de la municipalité régionale de comté Côte-de-Gaspé.
Lauréate du prix Joseph-Adalbert Landry pour la personnalité de l'année 1999 dans la région de Mont-Joli.
Elle est récipiendaire, en 2005, de la Médaille de l'Assemblée nationale.